# Dušan Pantelić
Dušan Pantelić (in serbo Душан Пантелић?; Kragujevac, 15 aprile 1993) è un calciatore serbo, centrocampista del Javor Ivanjica.